# Holmes (Automobilhersteller)
Holmes war ein US-amerikanischer Hersteller von Fahrzeugen.

## Unternehmensgeschichte
Frank C. Holmes betrieb zwischen 1897 und 1899 eine Fahrradreparaturwerkstatt in Binghamton im US-Bundesstaat New York. 1900 gründete er zusammen mit E. F. Gilmore ein neues Unternehmen in der gleichen Stadt. Sie produzierten und reparierten Fahrräder. Außerdem entstanden ein paar Automobile. Der Markenname lautete Holmes.
Ende 1900 trennten sich die Partner. Das Unternehmen wurde aufgelöst.
1901 war Holmes zusammen mit C. S. Millard in der Zuliefererbranche tätig. 1902 versuchte er einen Neuanfang in Virginia City in Nevada, erneut als Zulieferer.
Es gab keine Verbindungen zu den anderen US-amerikanischen Herstellern von Automobilen der Marke Holmes: Danville Foundry and Machine Company, Holmes Motor Vehicle Company und Holmes Automobile Company.

## Fahrzeuge
Die Fahrzeuge hatten einen Ottomotor.